# Список документальной литературы по Сталинградской битве
Список документальной литературы по Сталинградской битве

### Мемуары советских военнослужащих
- Жуков Г. К. Воспоминания и размышления.
- Чуйков В. И. Сражение века. — М.: Советская Россия, 1975.
- Ерёменко А. И. Сталинград. — М.: Воен.изд. мин. обороны СССР, 1961.
- Крылов Н. И. Сталинградский рубеж. — М.: Воениздат, 1979.
- Некрасов В. П. В окопах Сталинграда. — М.: Русская книга, 1995.
- Фиалковский Л. И. Сталинградский апокалипсис. Танковая бригада в аду. — М.: Яуза Эксмо, 2011. — 448 с. — 3500 экз. — ISBN 978-5-699-49076-9.
- Афанасьев И. Ф. Дом солдатской славы. — М.: ДОСААФ, 1970.
- Родимцев А. И. Гвардейцы стояли насмерть. — М.: ДОСААФ, 1969. — 192 с. — 100 000 экз.
- Павлов Я. Ф. В Сталинграде (Фронтовые записки). — Сталинград: Областное книгоиздательство, 1951. — 32 с. — 20 000 экз.
- Людников И. И. Дорога длиною в жизнь. — 2-е доп.. — М.: Высшая школа, 1985. — 168 с. — (Военные мемуары).
- Чуянов А. С. Сталинградский дневник. — 2-е испр.. — Волгоград: Нижне-Волжское книжное издательство, 1979. — 384 с. — (Подвиг Сталинграда бессмертен).
- Чуянов А. С. На стремнине века. Записки секретаря обкома. — Книга. — Москва: Политиздат, 1976. — 288 с. — 100 000 экз.
- О войне и товарищах. Сборник воспоминаний. — Красноград: АО «КМП», 1996.
- Сталинградская эпопея. Сборник воспоминаний / сост. В. К. Печоркин. — М.: Наука, 1968. — 719 с.
- Коротеев В. И. На земле Сталинграда: записки военного корреспондента. — Сталинград: Областное книгоиздательство, 1946. — 104 с.
- Коротеев В. И., Левкин В. И. Комсомольцы Сталинграда. — М.: Молодая гвардия, 1949. — 108 с.
- Коротеев В. И. Сталинградские очерки. — М.: Воениздат, 1954. — 175 с.
- Коротеев В. И. Сталинградское кольцо. — Сталинград: Областное книгоиздательство, 1954. — 146 с.
- Коротеев В. И. Я это видел: очерки разных лет. — М.: Известия, 1962. — 220 с.
- Коротеев В. И. Сталинградское чудо: записки военного корреспондента. — Волгоград: Нижне-Волжское книжное издательство, 1967. — 167 с.
- Куберский Юрий. «О людях и войнах» — мемуары // Журнал «Звезда», № 10—12. — Санкт-Петербург, 2011.
- Куберский Ю. В. О людях и войнах. Мемуары. — СПб.: Геликон плюс, 2012. — 480 с. — ISBN 978-5-93682-786-0. Архивировано 8 июня 2016 года.
- Юрий Куберский. Сталинградская битва.
- Жаркой Ф. М. Танковый марш / под ред. М. Ф. Жаркого. — 6-е, перераб. и доп.. — СПб.: Издательство Михайловской военной артиллерийской академии, 2018. — 247 с. — ISBN 978-5-98709-303-0.
- Савин М. В., Кравцов В. М. Бои в Сталинграде (Из опыта боев Отечественной войны). — Военное издательство НКО СССР, 1944.

### Мемуары немецких военнослужащих
- Иоахим Видер. Катастрофа на Волге. — М.: Прогресс, 1965.
- Эдельберт Холль. Когда Волга текла кровью.
- Адам Вильгельм. Катастрофа на Волге (Трудное решение).
- Фридрих Паулюс. Окончательный крах.
- Курт Цейтцлер. Сталинградская битва.
- Ганс Дёрр. Поход на Сталинград. Оперативный обзор.
- Гельмут Вельц. Солдаты, которых предали: записки бывшего офицера вермахта. — Смоленск: Русич, 1999.

### Исторические работы
- Беледин Ю., Ершов В., Коновалов В., Нагорная Л., Рогачева С., Родионова И., Швецков Ю. Навечно в памяти. Путеводитель по музею-панораме «Сталинградская битва». Волгоград, «Волгоградская правда», 1984. — 96 с. — 60 000 экз.
- Бондарева Ю. А., Ермаков А. Д., Логинов И. М., Иванкин А. В. Фотографии Гаврилова И. В. Музей-панорама «Сталинградская битва». — Волгоград: Ниж.-Волж. кн. изд-во, 1984. — 208 с. — 50 000 экз.
- Сталинградская битва. Июль 1942 — февраль 1943: энциклопедия / Под ред. М. М. Загорулько. — 5-е изд., испр. и доп. — Волгоград: Издатель, 2012. — 800 с. — ISBN 978-5-9233-0797-9.
- Самсонов А. М. Сталинградская битва. От обороны и отступлений к великой победе на Волге: Исторический очерк. — 4-е испр. и доп.. — М.: Наука, 1989. — 624 с.
- Энтони Бивор. Сталинград. — Смоленск: Русич, 1999.
- Исаев А. В. Сталинград. За Волгой для нас земли нет. — М.: Эксмо, Яуза, 2008. — 448 с. — (Война и мы). — 10 000 экз. — ISBN 978-5-699-26236-6.

- Кайюс Беккер. Ч. 10, гл. 2: Предательство армии // Военные дневники люфтваффе. Хроника боевых действий германских ВВС во Второй мировой войне 1939—1945 = The Luftwaffe War Diaries / пер. А. Цыпленков. — М.: Центрполиграф, 2005. — 544 с. — (За линией фронта. Мемуары). — 5000 (доп.) экз. — ISBN 5-9524-1174-6.
- Стариков Н. Войска НКВД в Сталинградской битве. — М.: Алгоритм, 2013.
- Антон Жоли. Атлас Сталинградской битвы. — М.: КПТ, 2014.

### Мемуары современников, писателей и военных корреспондентов
- Беледин Ю. М. Не последнее слово. Моё и Ваше. — Волгоград: ООО «Издательство «Волгоград», 2003. — 293 с. — 5000 экз. — ISBN 5-85616-031-2.
- Гроссман В. С. Оборона Сталинграда. — М.—Л.: Детгиз, 1944. — 84 с. — 50 000 экз.
- Симонов К. М.. Дни и ночи. — М.: Московский рабочий, 1976.
- Симонов К. М. Сталинградский дневник // Разные дни войны. Дневник писателя. — М.: Художественная литература, 1982. — Т. 2. — 688 с. — 300 000 экз.
- Панченко Ю. А. 163 дня на улицах Сталинграда.